# Dioné (lune)
Pour les articles homonymes, voir Dioné.
Dioné (S IV Dione) est une des lunes de Saturne, découverte par Jean-Dominique Cassini (Giovanni Domenico Cassini) en mars 1684,, en même temps que Téthys.

## Nom
Cassini nomma les quatre lunes qu'il découvrit (Téthys, Dioné, Rhéa et Japet) Sidera Lodoicea (« les étoiles de Louis ») en l'honneur du roi Louis XIV. Titan, découvert par Christian Huygens presque trente ans plus tôt, avait été baptisé simplement Saturni Luna (« lune de Saturne »). Aussi les astronomes prirent-ils l'habitude de les appeler Saturne 1 à Saturne 5.
Ce n'est qu'en 1847 que Sir John Herschel, fils de William Herschel (découvreur de Mimas et Encélade en 1789), proposa que les désignations numériques soient remplacées par les noms de Titans, frères et sœurs de Cronos (i.e. Saturne). Dioné, une nymphe Océanide et Titanide, fut l'une des femmes de Zeus précédant Héra, et eut Aphrodite et Dionysos de lui.

## Description

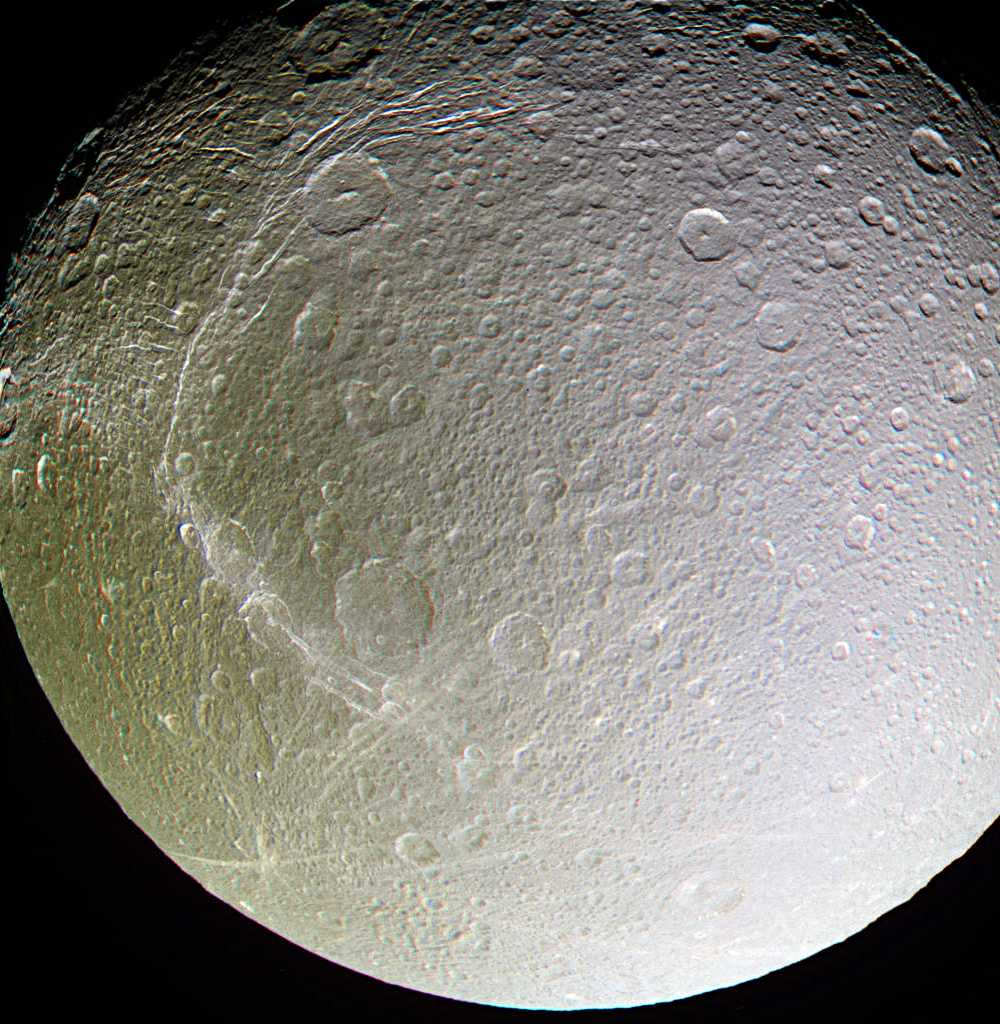
Dioné vu en couleurs par Cassini.

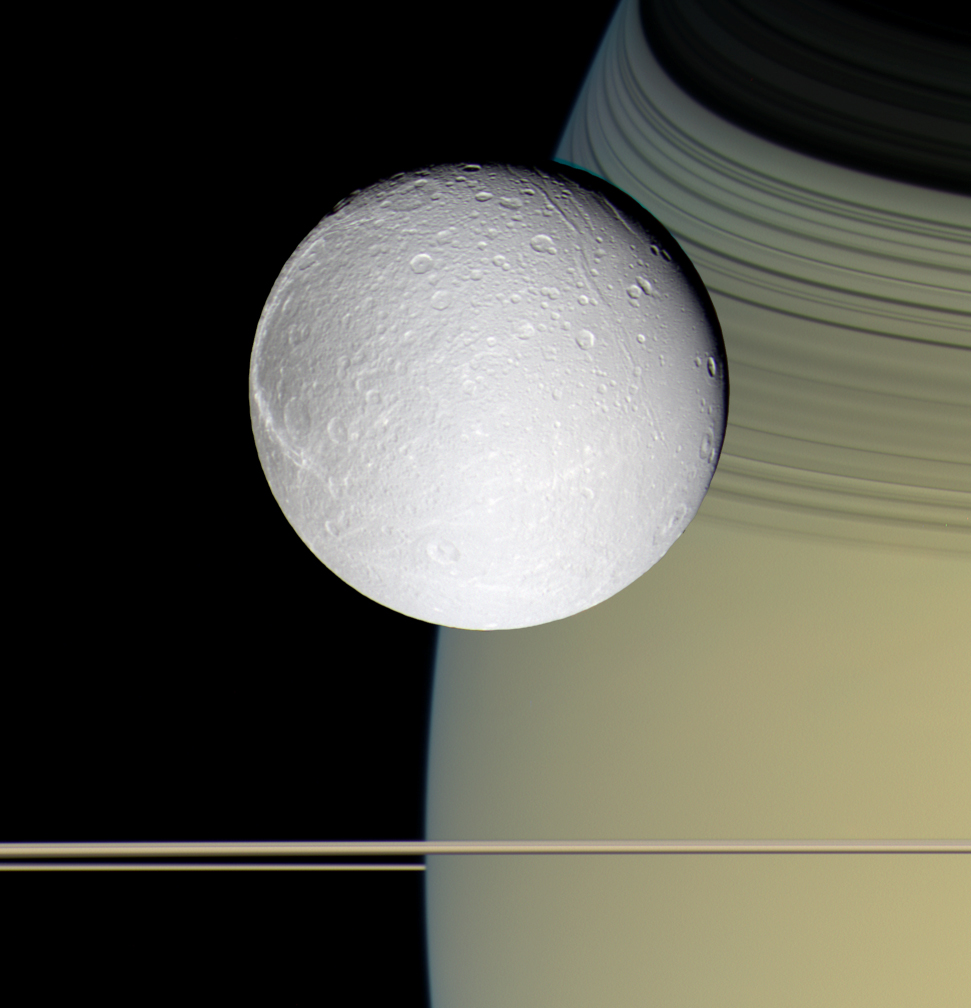
Dioné, Saturne et ses anneaux photographiés par la sonde Cassini.

Dioné est principalement composée d'eau sous forme de glace ; mais sa densité plus élevée que celle des autres lunes de Saturne (en dehors de Titan, dont la densité est accrue par la compression gravitationnelle) laisse à penser qu'elle contient probablement une quantité assez importante de matière plus dense, telle que des roches de silicates.
Dioné est similaire à Rhéa, une autre lune de Saturne, bien qu'étant légèrement plus petite. Les deux lunes ont une composition et un albédo semblables et présentent les mêmes variations de terrain ; elles ont toutes deux des hémisphères avant et arrière différenciés. Sur l'hémisphère arrière de Dioné se trouve un réseau de stries claires sur un fond sombre, qui recouvrent un faible nombre de cratères d'impact visibles plus anciens. L'hémisphère avant est très cratérisé et uniformément clair.

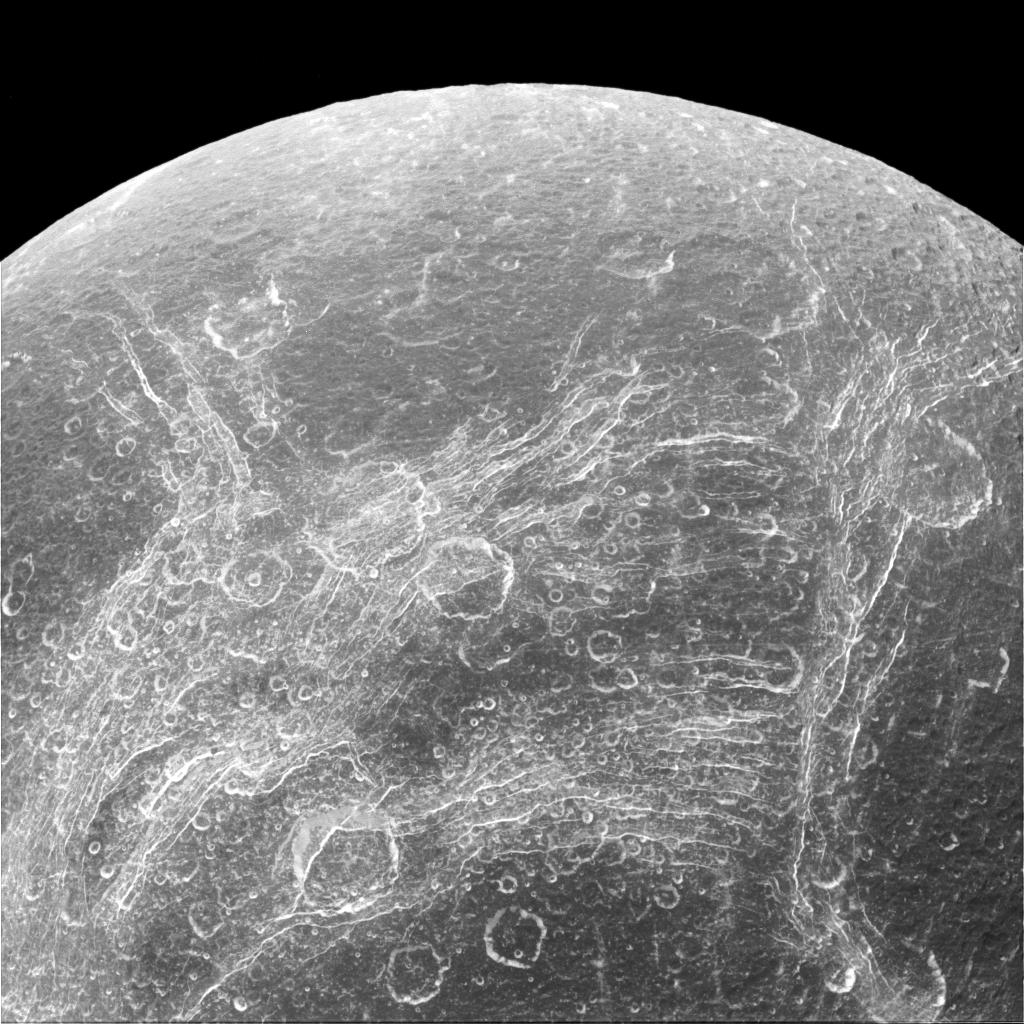
Chasmata à la surface de Dioné (11 avril 2015).

L'origine de la matière claire est quelque peu incertaine. Apparemment, il s'agit de matière d'albédo élevé suffisamment fine pour ne pas obscurcir les structures de la surface sous-jacente. Elle pourrait être due à des éruptions le long des fissures à la surface de Dioné, pour ensuite retomber à la surface sous forme de neige ou de cendre.
Comme Callisto, les cratères sont dépourvus des structures au relief marqué présents sur la Lune ou Mercure, probablement à cause de l'aplanissement de la fragile couche de glace au cours des âges.
Dioné était probablement géologiquement active peu de temps après sa formation, avec certains processus comme le volcanisme glaciaire resurfaçant la majeure partie de la lune, et laissant des stries blanches sur l'ensemble de sa surface. Une fois que l'activité interne et le resurfaçage ont cessé, la formation de cratères par des corps plus petits a continué principalement sur l'hémisphère avant, y entraînant la disparition des stries.
Par le passé, l'hémisphère arrière de Dioné a été le siège d'un bombardement intense, générant des cratères de plus de 100 km de diamètre, à comparer avec les cratères plus petits de son hémisphère avant, de l'ordre de 30 km de diamètre seulement. Cet ordre des choses est contraire à l'attente de certains scientifiques. Shoemaker et Wolfe ont proposé un modèle de cratérisation pour un satellite en rotation synchrone résultant en un taux de cratérisation plus élevé pour l'hémisphère avant que pour l'hémisphère arrière. Cela voudrait dire que durant la période de bombardement intense, Dioné était en rotation synchrone avec Saturne dans l'orientation inverse d'aujourd'hui. Vu que Dioné est relativement petite, il est possible qu'un impact provoquant un cratère d'environ 35 km ait pu renverser le satellite. Puisqu'il y a de nombreux impacts de plus de 35 km de large, Dioné peut avoir été renversée de manière répétitive durant la période de bombardement intense. L'agencement des cratères depuis lors ainsi que l'albédo élevé de la face avant impliquerait enfin que Dioné n'ait pas changé d'orientation depuis plusieurs milliards d'années.
La lune Hélène orbite au point de Lagrange L4, 60° en avant de Dioné (angle saturno-centré). De même la lune Pollux co-orbite sur leurs trajectoires, au point de Lagrange L5, 60° en arrière.

## Toponymie
Les formations remarquables de Dioné ont été nommées d'après les personnages de l’Énéide de Virgile : Cassandra, Sabinus, Romulus, Remus, Dido...